# Seznam písní Hany Hegerové
Toto je seznam písní, které nazpívala Hana Hegerová.

## Seznam
poz. – píseň – interpret – (autor hudby / autor textu)
(h: / t:) – doposud nezjištěný autor hudby nebo textu

## A
- Amfora (Jiří Srnec / Rostislav Černý)
- Anda Žižkovanda (Jiří Červený, Rudolf Jurist / Jiří Červený, Rudolf Jurist)
- Anežka Bémová (neznámý / česká lidová)

## B
- Banální příběh (Jan Burian / Jan Burian)
- Barbara song (Kurt Weill / Emil František Burian)
- Barová lavice (Jiří Šlitr / Jiří Suchý)
- Běh života (Jiří Bulis / Arnošt Goldflam)
- Berlin Der 20-er Jahre (Marie Paule Belle / Joris Mallet, Michel Andre Grisolia, Michael Kunze)
- Berlin, verrücktes Ding (Berlin des Annees Vingt) (Marie Paule Belle / Michael Kunze)
- Berná mince (Petr Hapka / Michal Horáček)
- Betty (Jiří Šlitr / Jiří Suchý)
- Blázen a dítě (Jiří Suchý / Jiří Suchý)
- Blues o stabilitě (Jiří Šlitr / Jiří Suchý)]
- Bože můj, já chci zpět (Ma jeunesse fout l'camp) (Guy Alfred Bontempelli / Pavel Žák)
- Buďto ty a nebo já (Giroflé, giroflá) (francouzská lidová / Ondřej Suchý)
- Búvaj, že mi búvaj (neznámý / slovenská lidová)

## C
- Cesta (cikánská lidová / Pavel Kopta)
- Co je toho příčinou (Stop The Cavalry) (Jona Lewie / Zdeněk Borovec)
- Co mi dáš (La Maritza) (Jean Renard / Pavel Žák)

## Č
- Čas na prázdniny (Michéle) (Michel Jacques Cywie / Jiřina Fikejzová)
- Čerešne (Jaroslav Filip / Milan Lasica)
- Černá Jessie (Jiří Šlitr / Pavel Kopta)
- Čím dál tím víc (Fuerza del amor) (Luis Aguilé / Zdeněk Rytíř)
- Čímž chci říct... (La valse des lilas) (Michel Legrand, Eddie Barclay / Pavel Cmíral)

## D
- Denim Blue (Petr Hapka / Michal Horáček)
- Der Böse Sonntag (Zlá neděle) (Jiří Šlitr / Jan Koplowitz)
- Déšť tváře smáčí (Nantes) (Monique Serf / Pavel Kopta)
- Dívčí válka (Martin Němec / Martin Němec)
- Dnes naposled (Jiří Šlitr / Pavel Kopta)
- Dobrú noc - Dikta devla - Odoj tejle (lidová / lidová)

## Ď
- Ďaleká paseka (neznámý / slovenská lidová)

## E
- Ein Pferd Klagt An (Hanns Eisler / Bertolt Brecht)
- Erinnere Dich (Georg Dietl, Gerhard Woyda / Werner Wollenberger)
- Es Lebte In Fränkischen Landen... (La Reine Et Claude) (A. Enseling, H. Greul)

## F
- Falsche Fragen (Jürgen Knieper / Ernst Stankowski)
- (I Love You) For Sentimental Reasons (Ivory Deek Watson / William Pat Best)

## G
- Gabriel (Petr Hapka / Michal Horáček)

## H
- Haleluja (Jiří Šlitr / Jiří Suchý) také s Evou Pilarovou, Reném Gabzdylem a Jiřím Šlitrem
- Harfenice (neznámý / česká lidová)
- Hostinec u dvou srdcí (Irena Hodková / Jana Štroblová)
- Hra (Petr Hapka / Pavel Kopta)

## Ch
- Choď po špičkách (Jiří Šlitr / Jiří Suchý)

## I
- Ich Bin Doch Mir A Medl (neznámý / židovská lidová)
- Ich will lachen, Ich will weinen (Píseň pro Ofélii) (Petr Hapka / Kurt Hertha)
- Išel Macek do Malacek (neznámý / slovenská lidová)

## J
- Já ráda vzpomínám (Petr Hapka / Pavel Kopta)
- Já ráda zpívám (h: / t:)
- Já se vrátím (La Bohéme) (Charles Aznavour / Pavel Kopta)
- Já vím (Un Homme) (Didier Barbelivien / Pavel Vrba, Jiřina Fikejzová)
- Jak bolí léto (Zdeněk Merta / Vladimír Kučera)
- Jak vypadá čas (Wiliam Bukový / Jiří Sobotka)
- Jaro (A Sweet Old Fashioned Girl) (Bob Merrill / Jiří Suchý)
- Je Suis Seule Ce Soir (Paul Jules Durand / Jean Casanova, Rose Grosjean)
- Jinde (Petr Hapka / Michal Horáček)
- Jsem snob (J'suis Snob) (Benjamin Lazare Walter / Jiří Dědeček)

## K
- Kapka žárlivosti (Jiří Šlitr / Jiří Suchý)
- Kázání v kapli Betlémské (Petr Hapka / Petr Rada)
- Kde domov můj (Supercrooo / Supercrooo)
- Kdo by se díval nazpátek? (Petr Hapka / Michal Horáček)
- Kdybych byla jahodú (neznámý / moravská lidová)
- Když někdo z vás (Fast ein Liebeslied) (Reinhard Mey / Pavel Kopta)
- Kinematograf (Daniel Dobiáš / Pavel Cmíral)
- Klíče (Petr Hapka / Zdeněk Rytíř)
- Kolotoč (Petr Hapka / Michal Horáček)
- Krásně sis to vymyslel (Daniel Dobiáš / Pavel Cmíral)

## L
- Láska (h: / t:)
- Lásko má (Chanson des vieux amants) (Jacques Brel / Pavel Kopta)
- Lásko prokletá (Ne me quitte pas) (Jacques Brel / Pavel Kopta)
- Lebka (Quand j'aurai du vent dans mon crane) (Serge Gainsbourg / Pavel Vrba)
- Levandulová (Petr Hapka / Michal Horáček) také s Petrem Hapkou
- Lipicáni (Daniel Dobiáš / Vladimír Kučera)
- Ľivrogne (Gérard Jouannest / Jacques Brel)
- Lorelei (George Gershwin / Mischa Mleinek)

## M
- Madony na kolotoči (Karuzela z madonnami) (Zygmunt Konieczny / Jiří Suchý)
- Maestro Tango (Mister Giorgina) (Léo Ferré / Pavel Kopta)
- Magnetová hora (Vítězslav Nezval / Vítězslav Nezval)
- Mapa lásky (Carte du tendre) (Georges Moustaki / Pavel Kopta)
- Meine Stadt (h: / t:)
- Milord (Marguerite Monnot / Pavel Kopta)
- Mlýnské kolo v srdci mém (The Windmills Of Your Mind) (Alan a Marilyn Bergmanovy / Pavel Vrba)
- Mon Dieu (Charles Dumont / Michel Jacques Pierre Vaucaire)
- Motorkářka (Black Denim Trousers and Motorcycle Boots) (Jerry Leiber a Mike Stoller / Jan Jiráň)
- Můj Bože, mládí (Zdeněk Merta / Jan Krůta)
- Můj dík (Merci beaucoup) (Gilbert Bécaud / Pavel Kopta)
- Můj milý málo milý je (Milan Dvořák / Pavel Kopta)

## N
- Na nebi ani mráčku není - Kap, kap, kap si deštík (neznámý / neznámý)
- Ne me quitte pas (Jacques Brel / Jacques Brel)
- Noc (Luboš Fišer / Oto Žebrák)
- Nocturne (Jürgen Knieper / Bernhard Wördehoff)
- Noch (Wolf Biermann / Wolf Biermann)

## O
- Obraz Doriana Graye (Petr Hapka / Petr Rada)
- Oliver Twist (Karel Mareš / Rostislav Černý)
- Opernstar (Jiří Šlitr,Jiří Suchý / T. Krafft)

## P
- Panna Lízi (neznámý / česká lidová)
- Parlez-moi d'amour (Paul Jules Durand / Jean Casanova, Rose Grosjean)
- Penzión na předměstí (Petr Hapka / Zdeněk Rytíř)
- Petr a Lucie (Mon vieux Lucien) (Charles Dumont / Pavel Kopta)
- Píseň o jasmínu (Jiří Malásek, Jiří Bažant / Eva Sadková)
- Píseň o malíři (Petr Hapka / Petr Rada)
- Píseň pro Hamleta (Jiří Šlitr / Jiří Suchý)
- Píseň pro Ofélii (Petr Hapka / Petr Rada)
- Pocestný (Vítězslav Nezval / Vítězslav Nezval)
- Pohrdání (Zpověď herečky) (Petr Hapka / Pavel Vrba)
- Pojď dál! (Alexander Goldscheider / Pavel Kopta)
- Potají (Jan Hrábek / Ondřej Suchý)
- Potměšilý host (Petr Hapka / Michal Horáček)
- Predigt In Der Bethlehemskapelle (Petr Hapka / A. C. Weiland)
- Princezna v hermelínu (Karel Hašler / Karel Hašler) také s Karlem Gottem
- Pro Kiki (Jiří Šlitr / Jiří Suchý)
- Proč je to tak (Jiří Šlitr / Jiří Suchý)

## R
- Rámusy Blues (Jiří Suchý / Jiří Suchý)
- Rozdíl (Différence) (Isabelle Mayereau / Eva Janovcová)
- Rozmary (Daniel Dobiáš / Pavel Kopta)
- Rozvod (Petr Hapka / Zdeněk Rytíř)
- Rýmování o životě (It Hurts To Say Good Bye) (Jack Gold, Arnold Goland / Pavel Žák)

## S
- Schlof mein Sohn (neznámý / židovská lidová)
- Skřipky (Milan Dvořák / Pavel Kopta)
- Smrt starého osla (neznámý / Jiří Suchý) také s Evou Pilarovou, Waldemarem Matuškou a Karlem Štědrým
- So Geht Es Auf Der Welt Zu (h: / t:)
- Spodek, filek, král a eso (Jiří Šlitr / Jiří Suchý) také s Karlem Gottem, Milanem Drobným, Jiřím Jelínkem, Pavlem Sedláčkem, Pavlínou Filipovskou a Janou Malknechtovou
- Stará píseň (La Dame Brune) (Georges Moustaki / Jaromír Nohavica) s Jaromírem Nohavicou
- Starožitnosti (Au magasin d'antiquites) (Gilbert Bécaud / Pavel Kopta)
- Stín stíhá stín (Petr Hapka / Michal Horáček)
- Studující atd. (Piosenka o Okularnikach) (Jaroslaw Abramow / Rostislav Černý)
- Surabaya Johnny (Kurt Weill / Pavel Kopta)
- Svatební píseň (Petr Hapka / Jaroslav Seifert)

## Š
- Šťastné slunce (That Lucky Old Sun) (Haven Gillespie / Haven Gillespie)
- Študent s rudýma ušima (Jiří Šlitr / Jiří Suchý)

## T
- Tak abyste to věděla (Jiří Šlitr / Jiří Suchý) také s Karlem Gottem a Waldemarem Matuškou
- Tak být madonou (Petra Hapka / Pavel Vrba)
- Tak poď, budem ťa viesť (Pavol Hammel / Boris Filan)
- Tak to na tom světě chodí (Daniel Dobiáš / Pavel Kopta)
- Tak už bal (Faut pas pleurer comme ça) (Daniel Georges Bevilacqua / Jiřina Fikejzová)
- Táta měl rád Máju Westovou (Petr Hapka / Michal Horáček)
- Teď ještě ne (Ladislav Štaidl / Karel Steklý)
- Ten zloděj čas (Léo Ferré / Ľubomír Feldek)
- The Man I Love (George Gershwin / Ira Gershwin)
- To ta Heľpa (neznámý / slovenská lidová)
- Tum-Balalayka (neznámý / židovská lidová)

## U
- Ukolébavka (Petr Eben / Václav Čtvrtek)
- Uspávanka (Summertime) (George Gershwin / slovenský text Rudolf Skukálek)

## V
- V opeře (Jiří Šlitr / Jiří Suchý) také s Waldemarem Matuškou a Karlem Gottem
- Váňa (Vanka Morozov) (Bulat Okudžava / Ondřej Suchý)
- Vana plná fialek (Petr Hapka / Michal Horáček)
- Varsovie (M. L. Bernard / M. L. Bernard)
- Verachtung (Petr Hapka / F. P. Künzel)
- Věř na lásku (Zdeněk Liška / Vladimír Sís)
- Vlaky (Milan Dvořák / Ivo Fischer)
- Vlčí mak (Ján Siváček / Boris Droppa)
- Všechno nejlepší (Petr Hapka / Michal Horáček)
- Vůně (Petr Hapka / Michal Horáček)
- Vzpomínka na Paříž (Il n'y a plus d'aprés) (Guy Isidore Beart / Jovanka Šotolová

## W
- Wenn Schatten Länger Als Die Wege Sind (Peter Ludwig / Peter Ludwig)
- Wozu ist Liebe da (À quoi ça sert l'amour) (Michel Emer / Hans Falk)

## Z
- Z mého života (Jiří Šlitr / Jiří Suchý)
- Zahraj nám, Joe! (Bedřich Nikodem / Jiřina Fikejzová)
- Zánovní růže (Second Hand Rose) (James Hanley / Jiří Suchý)
- Zlá neděle (Jiří Šlitr / Jiří Suchý)

## Ž
- Židovská máma (Jack Yellen / Pavel Kopta)
- Žila som správne (Comme d' habitude) (Claude Francois / Milan Lasica)
- Žít a nechat žít (Petr Hapka / Michal Horáček)